# Alexander O. Anderson

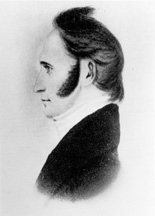
Alexander O. Anderson

Alexander Outlaw Anderson (* 10. November 1794 im Jefferson County, Tennessee; † 23. Mai 1869 in Knoxville, Tennessee) war ein US-amerikanischer Politiker der Demokratischen Partei, der den Staat Tennessee  im US-Senat vertrat.

## Leben
Alexander Anderson war der Sohn von Joseph Anderson, der von 1797 bis 1815 für Tennessee dem Senat angehörte. Er wurde auf der Plantage „Soldier's Rest“ geboren. Er studierte am Washington College in Greeneville, ehe er als Freiwilliger im Britisch-Amerikanischen Krieg kämpfte. Unter anderem gehörte er zu den Truppen von Andrew Jackson bei der Schlacht von New Orleans.
Im Jahr 1814 wurde er in die Anwaltskammer aufgenommen und begann als Jurist in Dandridge zu praktizieren. Später zog er nach Knoxville und arbeitete ab 1836 für das Land Office in Alabama. 1838 war er an der Deportation der Indianer in Alabama und Florida beteiligt. Er war Sklavenhalter.

## Öffentliche Ämter
Nach dem von Gouverneur James K. Polk forcierten Rücktritt von US-Senator Hugh Lawson White, einem Whig, wählte die Staatslegislative von Tennessee Alexander Anderson zu dessen Nachfolger. Er verblieb vom 26. Februar 1840 bis zum 3. März 1841 im Senat. Eine Wiederwahl war nicht möglich, da eine einflussreiche Gruppe von Demokraten im Parlament von Tennessee, bekannt als die Immortal Thirteen, die Teilnahme an der Wahl verweigerte, sodass die Abstimmung ohne sie nicht gültig war. Sie wollten lieber gar keinen Vertreter ihres Staates nach Washington entsenden als ein Mitglied der Whig Partei.
Aus beruflichen Gründen verlegte Anderson 1849 seinen Lebensmittelpunkt nach Kalifornien. Dort war er zwischen 1850 und 1851 Abgeordneter im Staatssenat sowie von 1851 bis 1853 Richter am Supreme Court of California, ehe er nach Tennessee zurückkehrte. Später arbeitete er als Anwalt in Washington und Alabama. Er wurde auf dem Old Gray Cemetery in Knoxville begraben.